# Morning Live
Morning Live était une émission de télévision matinale française diffusée du 3 juillet 2000 au 27 juin 2003 sur M6.
Rendez-vous matinal conçu pour l'audience jeune de la chaîne, l'émission était surtout connue pour avoir révélé l'animateur Michaël Youn, qui aura été pendant plus d'un an et demi aux commandes de l’émission (du 3 juillet 2000 au 1er mars 2002).

## LeMorning Fun
Morning Fun, l'ancêtre du Morning Live, était diffusé sur la chaîne Fun TV de septembre 1998 à juillet 2000. L'animateur, Dario, arrivé à Fun TV vers cinq heures du matin, décida de prendre l'antenne en direct. Le directeur des programmes Ludovic Dazin et le directeur de la chaîne Jérôme Fouqueray voyaient l'émission, aimaient l'idée et décidèrent de la placer sur la grille.[réf. souhaitée]
La chaîne M6, qui commença à s'intéresser de près à l’émission de sa filiale, la diffusait en simultané sur les deux chaînes. De ce fait, l'émission changa son nom en Morning Live pour éliminer le mot Fun trop marqué « Fun TV ». L'habillage était également repensé et le générique changé.[réf. souhaitée]
L'émission était diffusée pendant les vacances d'été afin de la roder et d'avoir un produit fini à la rentrée de septembre. Après de nombreux castings, la direction décida de tester à l'antenne deux animateurs pour faire son choix de rentrée. Ainsi, Michaël Youn présenta l'émission du 3 au 21 juillet 2000 puis du 28 août au 1er septembre 2000, suivi de Arnaud Gidoin du 24 juillet au 25 août 2000.
À l'issue de la phase de test, la direction de la chaine décida de sélectionner définitivement Michaël Youn à la présentation de l'émission.

## Morning Live, première période (3 juillet 2000 - 1er mars 2002)
Morning Live voyait le jour le 3 juillet 2000. Comme d'autres émissions de la chaîne à l'époque, le Morning Live était en fait une émission de Fun TV (chaîne du groupe M6), sous le titre Morning Fun, reprise par la grande sœur M6. Diffusée chaque matin de 7 h à 9 h, elle constituait alors un événement en direct sur M6, remplaçant les habituels clips qui faisaient l'une des particularités de la chaîne.
Michaël Youn assurait seul la présentation de l'émission à partir du 4 septembre, accompagné de la standardiste Chloé (Véronique Maciejak née Desmaretz, remplacée par Stéphanie Farré lors du départ de cette première pour Le Juste Euro qui avait été diffusé à partir du 31 décembre 2001 sur France 2) et Zuméo (Alexandre Dos Santos) au son.
L'émission, ponctuée par des clips, des flashs d'informations (présentés notamment par Jean-Philippe Doux, Franck Edard, Frédéric Mailliet et Barbara Klein) et des bulletins météo (déjà présents sur cette case horaire), offrait diverses chroniques (cuisine, internet, musique, people, objets, cinéma) présentées par Lucas (Sébastien Joseph), Sophie Coste, Frédérique Dubayle, Jenny Del Pino, Guillaume Stanczyk, Sandrine Quétier ou Magloire, tandis que Christophe Debonneuil tentait de réaliser des « exploits » dans sa rubrique Christophe peut le faire (par exemple, serrer la main de Jacques Chirac au mariage de David Douillet).
Mais ce qui faisait rapidement le succès de l'émission, et la distinguait clairement de sa concurrente Télématin sur France 2, étaient les sketches de Michaël Youn et ses acolytes, Vincent Desagnat et Benjamin Morgaine. Ensemble, ils créèrent un grand nombre de parodies, dont certaines concernaient directement la chaîne (Loft Story devient Placard Story et le groupe L5 de Popstars est transformée en F3), ainsi que personnages hauts en couleur (les conseils de savoir-vivre de la baronne Nadine de Rot-Chili-Pepper ou Jean-Michel Jardiland). C'était également lors de cette émission qu'apparaissaient les groupes parodiques Bratisla Boys, qui fut premier du Top 50 pendant onze semaines avec leur titre Stach Stach en 2002, ainsi que les Fatal Bazooka.
La séquence la plus emblématique du Morning Live restait cependant « La Boîte à images ». Dans la séquence, Michaël Youn surgissait dans un lieu public, hurlant à travers un mégaphone le slogan de l'émission « Morning Live de 7 h à 9 h, l'émission qui réveille tes voisins ! », ce qui en général surprenait ceux qui se trouvaient là. Dans la continuité, Michaël Youn, relevant le défi de Daphné Roulier et vêtu d'un simple string et d'un nœud papillon, perturbait ainsi la quinzième cérémonie des 7 d'or devant une Daniela Lumbroso médusée et amusée.
L'humour de l'équipe était parfois à la limite de la scatologie, parfois inconscient (Dominique Chapatte s'était cassé le bras lors de l'émission ; les services de police étaient intervenus à plusieurs reprises, notamment lors d'une Boîte à images où Michaël Youn prenait un bain moussant dans une fontaine à Neuilly-sur-Seine, ou encore dans un aéroport), et préfigurait le long-métrage Les Onze Commandements.
L'émission était en plein succès mais l'équipe, fatiguée, décida d'arrêter l'émission le 1er mars 2002, comme l'expliquait Michaël Youn : « Pour nos sketchs, on s'inspirait de la vie quotidienne, mais à force, tout notre temps passait dans l'émission ».

## Une succession difficile

### Deuxième période (8 avril 2002 - 14 février 2003)
Après un mois de rediffusions des meilleurs moments de Michaël Youn et ses acolytes, une nouvelle version du Morning Live était mise à l'antenne sur M6 à partir du 8 avril 2002, présentée par Laure de Lattre (finaliste de la première édition de Loft Story en 2001 sur la même chaîne) et Guillaume Stanczyk, chroniqueur de l'ancienne version.
L'émission conservait le même schéma, alternant les clips (toujours lancés par Zuméo) et les chroniques de Jenny Del Pino, Lucas, Magloire, etc. Néanmoins, les invités étaient nettement plus nombreux, jusqu'à devenir presque quotidiens. Surtout, l'absence de Michaël Youn se faisait rapidement sentir et l'émission devenait très consensuelle, perdant du même coup une partie de l'audience jeune de la chaîne, même si celle-ci restait correcte.
Pour tenter de retrouver le succès passé, M6 décida de renouveler l'équipe mi-février 2003 (Laure de Lattre et Guillaume Stanczyk apprendront les rumeurs de leur licenciement dans la presse).

### Troisième période (3 mars - 27 juin 2003)
Le 3 mars 2003, le Morning Live était présenté par Cyril Hanouna, connu essentiellement pour ses prestations dans La Grosse Émission sur Comédie ! Il était accompagné d'Ariane Brodier et de Jérôme Drouet alias « Djé » ou Frère Jérôme (habitué des téléspectateurs de Fun TV, dont les émissions étaient tournées dans le même studio que le Morning Live) au son. Les chroniqueurs étaient toujours présents, tout comme les invités quotidiens.
L'émission sera un échec et ne retrouvera plus jamais l'ambiance des débuts (lors d'un sketch, Cyril Hanouna se cassera même le nez) et M6 décida de l'arrêt définitif du programme à la fin du mois de juin. Le concept en lui-même (clips, chroniques, invités) sera réutilisé à la rentrée suivante pour le successeur du Morning Live, l'émission C'est pas trop tôt ! présentée par Max (annulée en 2005 après deux saisons).

## L'équipe

### Animateurs
- Michaël Youn : animateur (3 juillet 2000 - 1er mars 2002)
- Arnaud Gidoin : animateur (24 juillet 2000 - 25 août 2000)
- Laure de Lattre : animatrice (8 avril 2002 - 14 février 2003)
- Guillaume Stanczyk : animateur (8 avril 2002 - 14 février 2003)
- Cyril Hanouna : animateur (3 mars 2003 - 27 juin 2003)

### Auteurs, ingénieurs du son & standardistes
- Vincent Desagnat (4 septembre 2000 - 1er mars 2002)
- Benjamin Morgaine (8 septembre 2000 - 1er mars 2002)
- Zuméo (Alexandre Dos Santos) : ingénieur du son (3 juillet 2000 - 14 février 2003)
- Jérôme Drouet « Djé » : ingénieur du son (3 mars 2003 - 27 juin 2003)
- Chloé (Véronique Maciejak, née Desmaretz) : standardiste (3 juillet 2000 - 19 janvier 2001)
- Stéphanie Farré : standardiste (9 février 2001 - 5 juillet 2002)
- Audrey Sarrat : standardiste/chroniqueuse (2 septembre 2002 - 14 février 2003)
- Ariane Brodier : standardiste/animatrice (3 mars 2003 - 27 juin 2003)

### Chroniqueurs
- Aurélie M. : potins de stars (3 juillet 2000 - 25 août 2000)
- Magloire : potins de stars (28 août 2000 - 27 juin 2003)
- Jenny Del Pino : internet/people (6 juillet 2000 - 27 juin 2003)
- Lucas (Sébastien Joseph) : cuisine/télé-réalité (18 septembre 2000 - 27 juin 2003)
- Guillaume Stanczyk : musique (mars 2001 - 1er mars 2002)
- Nathalie Vincent : hebdo/spectacle (2 septembre 2002 - 14 février 2003)
- Sandrine Quétier : cinéma (3 septembre 2001 - 1er mars 2002)
- Sophie Coste : objets (septembre 2000 - 30 mars 2001)
- Frédérique Dubayle : objets/cinéma (6 avril 2001 - 27 juin 2003)
- Christophe Debonneuil : défis (16 octobre 2000 - 5 juillet 2002)
- Frédérique Bangué : sports (2 septembre 2002 - 14 février 2003)
- Mehdi Harbaoui : insolites (3 mars 2003 - 27 juin 2003)

### Journalistes
- Jean-Philippe Doux (3 juillet 2000 - 27 juin 2003)
- Frédéric Mailliet (3 juillet 2000 - 27 juin 2003)
- Franck Edard (3 juillet 2000 - 27 juin 2003)
- Barbara Klein (printemps 2001 - 27 juin 2003)

## Rediffusion
Depuis le 8 juin 2017, le Morning Live est rediffusé sur le site d'archives et d'extraits M6VideoBank.

## Édition DVD
- Le DVD de l'émission, intitulé Le Meilleur du Pire du Morning Live Partie 1 & 2, sort en coffrets en 2006 et 2007. Stéphanie Farré (la standardiste sur le plateau de l'émission) apparaît très rarement dans les extraits des deux éditions DVD mais, plus étonnamment, son visage est flouté lors de ses rares apparitions, pour des raisons que l'on ignore.